# 奧爾佩河 (比格河支流)
51°1′40″N 7°50′32.5″E / 51.02778°N 7.842361°E
奧爾佩河（德語：Olpe），是德國的河流，位於該國西部，處於北萊茵-威斯特法倫州，屬於比格河的右支流，河道全長10.3公里，流域面積35.9平方公里。